# På jakt efter historien : spioner, reportage, riddare och häxor
På jakt efter historien: spioner, reportage, riddare och häxor en bok av Jan Guillou från 2003.
I boken redogör Jan Guillou för sin karriär som journalist, programledare och författare. Han skriver till exempel om sina år som undersökande journalist på Folket i Bild/Kulturfront. Boken innehåller bakgrundsteckningar till Hamiltonböckerna, romanserien om riddar Arn, samt den delvis självbiografiska romanen Ondskan.